# Erebus rivularis
Erebus rivularis är en fjärilsart som beskrevs av John Obadiah Westwood 1848. Erebus rivularis ingår i släktet Erebus och familjen nattflyn. Inga underarter finns listade i Catalogue of Life.